# Мокрець (Броварський район)
Мокрець — село в Україні, у Калитянській селищній територіальній громаді Броварського району Київської області. Розташоване на межі Київської та Чернігівської областей, за 45 км від Броварів, за 60 км на схід від Києва. За даними 2002 року в селі проживало 1278 мешканців. Загальна площа 4482,5 га.

## Легенди села
Офіційні дані про походження назви села відсутні. Одна з легенд виводить походження назви від річки Мокриця, по обох берегах якої росла трава мокрець. Трава розповсюджена на болотах і плавнях, її використовують для захисту від геморою. Населений пункт, що з'явився згодом стали називати Мокрецем.
За іншим переказом річка мала назву Мокрець.
В давнину місцевість на якій розташоване село була болотиста. Назви боліт пішли від імен своїх власників: Антощукове, Бобошкове, Васечкове, Довге, Охрімове, Ріпне, Ровцівське, Савчине, Яцукове. Відомі лише деякі перекази стосовно цих назв:
- Довге — здобуло назву завдяки своїм розмірам, було довшим за всі інші;
- Охрімове — власність Охрімовича, за радянських часів на цій території колгоспники косили сіно;
- Ріпне — посередині болота-трясовини був острів, де росли дуби та ліщина, під час сильного вітру дерева ріпили;
- Яцукове — знаходилось на землях заможного хазяїна Яцука.

У середині XVI ст. по цих територіях проходив кордон між українськими землями, що входили до складу Речі Посполитої, та Московсьою державою. Можливо в ці часи виникло прислів'я: «Світильня — Заворичі — Бервиця — Мокрець і світу кінець». Але навряд, бо в цей час (середина 16 ст.) Мокреця ще не існувало.

## Історія
Польська люстрація Остерського староства 1628 р. згадує село Mokrec, 1636 р. — слободу Mokorzec. Її за переказом заснували козаки, коли у Заворичах стояла козацька сотня. Мокрець і Заворичі — це подвійне село на лівому і правому берегах Трубежа на відстані одного кілометра одне від одного. У часи Гетьманщини та кріпацтва село належало дворянським родинам Солонин, Афендиків, Барановських.
Наказний полковник київський Солонина Яків Дмитрович, син шляхтича, 23.10.1688 р. отримав с. Заворичі в Бобровицькому ключі, підтверджені царською грамотою від 11.01.1689 р., а 03.09.1690 р. отримав царську жалувану грамоту з підтвердженням гетьманського листа (1688 р.) на володіння с. Заворичі, Мокрицем із сінокосами, лісами, млинами на рр. Трубежі, Доброшовці й на греблі Борковській.
У 1859 році населення села становило 379 осіб на 88 дворів. Серед них — 198 чоловіків та 181 жінка. Мокрець — деревня казачья и владѣльческая.
За переписом 1897 року в селі мешкало 838 осіб, серед них — 396 чоловіків та 442 жінки. Православними себе назвали 822.
Радянська влада в селі була встановлена лише 1929 р.[джерело?]

## Освіта
Перша школа у селі була зведена на кошти громади у 1898 році. У 1919 році на базі школи було відкрито однокласне училище, навчалося 70 учнів. З 1 січня 1922 року школа мала назву — Мокрецька неповна трудова семирічна загальноосвітня, навчалося 3 класи. З 1923 року при школі набували письменності 38 дорослих, при школі почав діяти лікнеп. Шкільна бібліотека налічувала 400 примірників книг. З 1924 року в приміщенні школи проводили навчання для двох класів, ще один клас навчався в приміщенні сільської ради, вчителював Григорій Омелянович Зленко.
Наприкінці 20-х років в будинку поміщика Барановського відкривають семирічну школу, першим директором був Кирило Гнатович Лісничий. Під час війни
навчання проводилось саме в цьому приміщенні, стара будівля школи була спалена нацистами у 1943 році. Директором навчального закладу був Олексій Голота.
У 50-ті роки Мокрецька школа стала восьмирічною. Директором був Костянтин Гнатович Лісничий, завучем — Микола Іванович Отрох.
Сучасна будівля Мокрецької загальнооствітньої школи почала працювати у 1981 р. Школа розрахована на 430 дітей, має актову та спортивну зали, стадіон. В школі навчаються не лише місцеві діти, а й діти з сусідніх сел — Бервиці та Заворичів. Першим директором був Віктор Іванович Ковшун.
З 1986 р. в селі працює новозбудований дитячий садок «Казка».

## Видатні люди
- Андріяш-Місько Інна Михайлівна (1968 р., с. Мокрець) — закінчила Мокрецьку середню школу із золотою медаллю (1985 р.), отримала у 1989 р. диплом з відзнакою на кафедрі театральної режисури (Київський державний інститут мистецтв)[6], продовжила навчання у ХНУМ на кафедрі сольного співу. Лауреат Міжнародного пісенного фестивалю «Доля» (Чернівці) та Всеукраїнського конкурсу читців фестивалю «Срібна земля». В останні роки викладає на кафедрі сольного співу в Київському вищому музичному училищі ім. Глієра[7]. Виступає з сольними концертами в м. Києві[8],[9] та інших містах України[10]. Представляла українську пісню в Прибалтиці та Угорщині. В репертуарі співачки оперна класика та сучасна музика (співає власні пісні під супровід гітари). За даними на 2002 рік брала участь у музичних вечорах в Андріївській церкві.
- Міщенко Олексій Михайлович (1940 р., с. Мокрець) — навчався в Мокрецькій середній школі та в Заворицькій середній школі. У 1969 р. закінчив Київський державний художній інститут[11]. Член НСХУ, заслужений діяч мистецтв України, народний художник України[12]. Учасник всеукраїнських та міжнародних художніх виставок, лауреат всеукраїнського конкурсу «Художник і друкарство». Нагороджений орденом «За заслуги» ІІІ ступеня[13]. Проживає в м. Києві, є почесним громадянином міст Вінніпег та Брендон.